# Tessmannia africana
Tessmannia africana är en ärtväxtart som beskrevs av Hermann August Theodor Harms. Tessmannia africana ingår i släktet Tessmannia och familjen ärtväxter. IUCN kategoriserar arten globalt som livskraftig. Inga underarter finns listade i Catalogue of Life.